# Manossolfa
Manossolfa (s.f.) é a forma gestual das mãos de indicar as funções melódicas  e/ou alturas por relação intervalar  entre as notas (geralmente relacionada aos intervalos da escala maior e menor)  das notas entoadas por um cantor ou um grupo de cantores. Através desse meio, não é necessário o uso de material escrito para comunicar a altura dos sons que devem ser executados.

## Origem

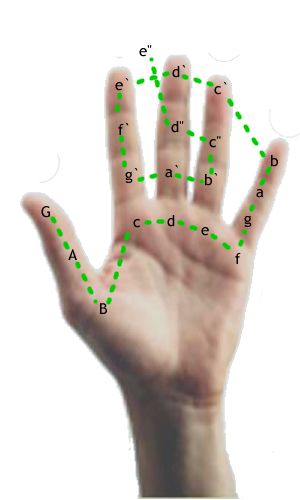
Mão guidoniana

Os primeiros indícios de manossolfa são atribuídos ao monge italiano Guido de Arezzo que, no século XI  criou o recurso pedagógico chamado “mão guidoniana” e o sistema de solmização como formas de determinar as alturas ou os graus da escala, facilitando, assim, a memórização. No sistema guidoniano, as indicações das notas a serem entoadas se davam ao apontar pontos específicos de uma das mãos. Assim, cada falange ou parte específica da mão representava o nome da nota que deveria ser entoada.
No século XIX, Sarah Glover desenvolveu o sistema que seria conhecido como manossolfa inglesa, que, mais tarde seria aperfeiçoado por John Spencer Curwen e adaptado na Hungria por Zoltán Kodály.

## Alguns educadores musicais e suas propostas pedagógicas de manossolfa

### Zoltán Kodály (1882-1967)
A proposta de Kodaly era utilizar, entre outros recursos, a manossolfa e o tonic sol-fa ou dó móvel caracterizado pelo solfejo relativo das notas das escalas pentatônicas e as palavras (ou sílabas) rítmicas. Os sinais manuais empregados na pedagogia Kodály são similares aos utilizados por Sarah Glover e John Curwen, com exceção dos sinais usados para designar o Fá e o Lá. No caso do Fá, um dos dedos aponta para baixo, sendo que, na versão de Glover e Curwen, eles utilizam o dedo indicador e na versão de Kodály é utilizado o polegar. Já os sinais empregados para representar a nota lá, demonstram pequena diferença, que pode ser vista nas imagens abaixo.

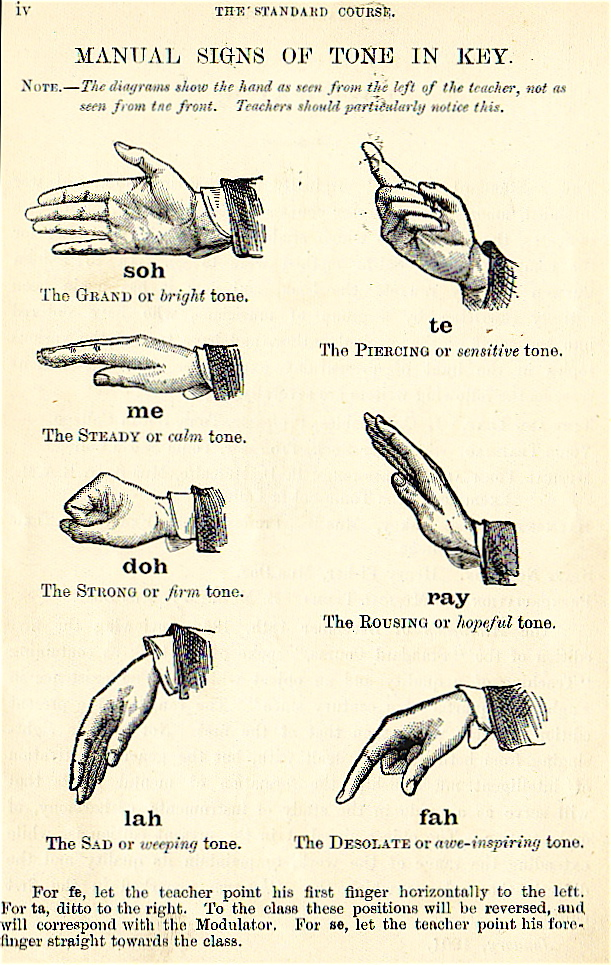
Manosolfa de Curwen

No sistema Kodaly, existe movimento do antebraço e do braço para cima, conforme as notas vão caminhando para a região mais aguda e para baixo, conforme vão para uma região mais grave. Dessa forma, não só o formato da mão é significativo, mas também a posição dela no espaço.

### Heitor Villa-lobos (1887 - 1959)
O sistema de manosolfa de Villa-Lobos utiliza de formatos de mão diferentes do sistema de Glover, Curwen e Kodaly, como indicam as figuras. Na pedagogia de Villa-Lobos, diferentemente de Kodály, todas as notas são indicadas mantendo as mãos na altura dos ombros. A diferença entre as mesmas notas em diferentes oitavas é dada pelo movimento de rotação do pulso, mantendo o formato da mão designado para cada nota. As alterações (sustenidos e bemóis) são representadas inclinando a mão pra dentro nos bemóis e pra fora no sustenidos.

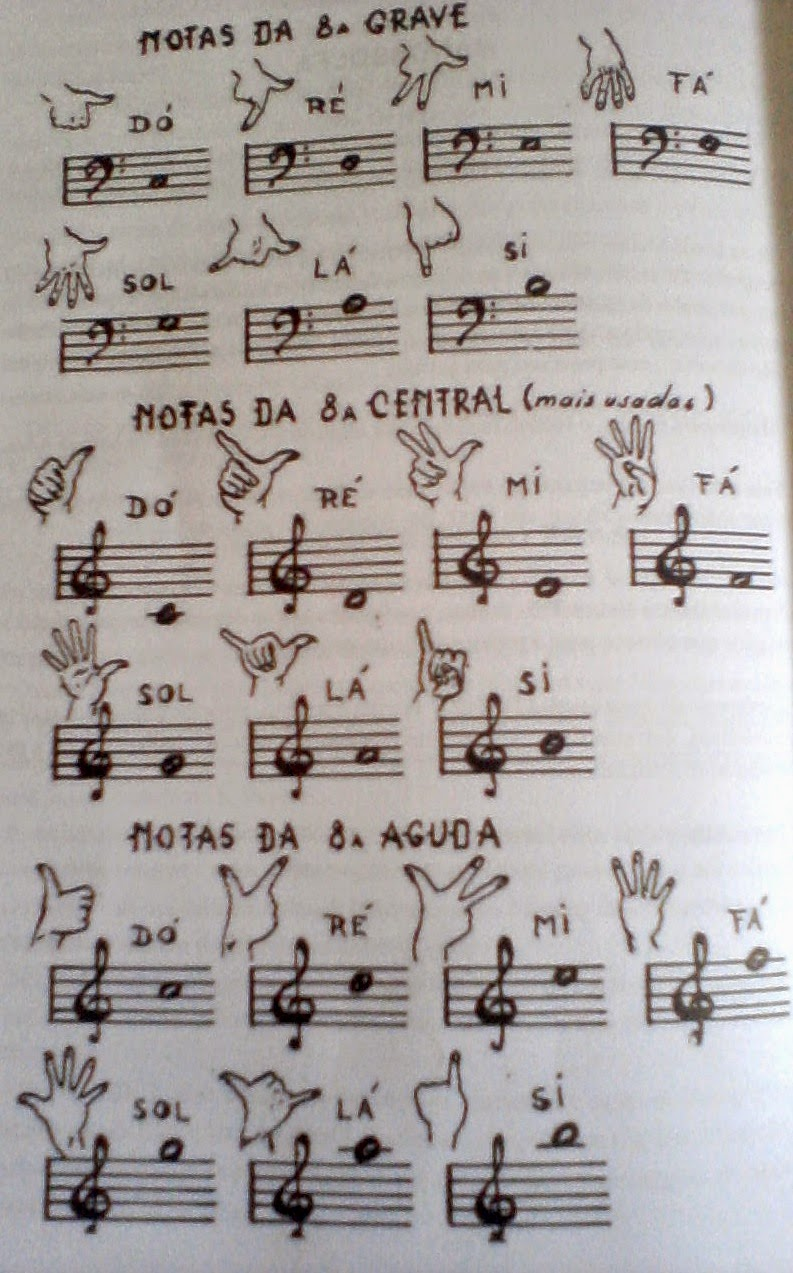
Manosolfa de Villa-Lobos